# Hiraea ternifolia
Hiraea ternifolia là một loài thực vật có hoa trong họ Malpighiaceae. Loài này được (Kunth) A.Juss. mô tả khoa học đầu tiên năm 1840.